# Lista de episódios de Brickleberry
Brickleberry é uma série americana criada por Roger Black e Waco O'Guin. O enredo da série gira em torno de um grupo de guardas florestais, que se passam da cabeça constantemente e pouco ligam ao parque onde trabalham, dando o mínimo possível para manter o Parque de Brickleberry em funcionamento. Os seus maiores rivais são o Parque de Yellowstone.

## Resumo
| Temporada | Temporada | Episódios | Estreia original       | Estreia original       | Lançamento do DVD e Blu-ray | Lançamento do DVD e Blu-ray |
| Temporada | Temporada | Episódios | Estreia de temporada   | Final de temporada     | Região 1                    | Região A                    |
| --------- | --------- | --------- | ---------------------- | ---------------------- | --------------------------- | --------------------------- |
|           | 1         | 10        | 25 de setembro de 2012 | 4 de dezembro de 2012  | 1 de outubro de 2013        |                             |
|           | 2         | 13        | 3 de setembro de 2013  | 26 de novembro de 2013 | 1 de outubro de 2013        |                             |
|           | 3         | 13        | 16 de setembro de 2014 | 15 de abril de 2015    | TBA                         | TBA                         |

## Episódios

### 1ª Temporada (2012)
| # | #  | Título                                               | Escrito por                   | Exibição original      | Exibição no Brasil      | Código de Produção[carece de fontes?] | Audiência (em milhões) |
| --- | -- | ---------------------------------------------------- | ----------------------------- | ---------------------- | ----------------------- | ------------------------------------- | ---------------------- |
| 1 | 1  | "Bem Vindo á Brickleberry" "Welcome to Brickleberry" | Roger Black e Waco O'Guin     | 25 de setembro de 2012 | 10 de fevereiro de 2013 | 1RAG01                                | 1.68                   |
| 2 | 2  | "Duas semanas de vida" "Two Weeks Notice"            | Rocky Russo e Jeremy Sosenko  | 2 de outubro de 2012   | 17 de fevereiro de 2013 | 1RAG04                                | 1.49                   |
| 3 | 3  | "Salvo Pelas Bolas" "Saved by the Balls"             | Rocky Russo e Jeremy Sosenko  | 9 de outubro de 2012   | 24 de fevereiro de 2013 | 1RAG09                                | 1.69                   |
| 4 | 4  | "Escoelho" "Squabbits"                               | Roger Black & Waco O'Guin     | 16 de outubro de 2012  | 3 de março de 2013      | 1RAG02                                | 1.05                   |
| 5 | 5  | "Cores trocadas" "Race Off!"                         | Michael Jamin & Sivert Glarum | 23 de outubro de 2012  | 15 de março de 2013     | 1RAG06                                | 1.58                   |
| 6 | 6  | "A Bomba Gay" "Gay Bomb"                             | Roger Black & Waco O'Guin     | 30 de outubro de 2012  | 22 de março de 2013     | 1RAG07                                | 1.43                   |
| Woody permite que a Igreja Jesus Odeia Homossexuais faça suas reuniões em Brickleberry. Connie vai embora, porque esta foi a igreja que tentou "consertar" sua homossexualidade.                                                         |    |                                                      |                               |                        |                         |                                       |                        |
| 7 | 7  | "Olá, Dottie" "Hello Dottie"                         | Deepak Sethi                  | 13 de novembro de 2012 | 29 de março de 2013     | 1RAG05                                | 1.30                   |
| Woody, com o intuito de reduzir as despesas do parque, resolve terceirizar o serviço dos patrulheiros. Com isso, Ethel, Denzel e Connie se demitem e vão trabalhar no bordel de Jorge, onde Connie acaba se tornando a estrela do local. |    |                                                      |                               |                        |                         |                                       |                        |
| 8 | 8  | "A Careca do Steve" "Steve's Bald"                   | Michael Jamin & Sivert Glarum | 20 de novembro de 2012 | 29 de março de 2013     | 1RAG08                                | 1.09                   |
| 9 | 9  | "O Retorno do Papai" "Daddy Issues"                  | Michael Jamin & Sivert Glarum | 27 de novembro de 2012 | 01 de fevereiro de 2014 | 1RAG03                                | 1.31                   |
| 10 | 10 | "A Enchente" "The Dam Show"                          | Michael Jamin & Sivert Glarum | 4 de dezembro de 2012  | 8 de fevereiro de 2014  | 1RAG10                                | 1.33                   |

### 2ª Temporada (2013)
| # | #  | Título                                              | Escrito por                  | Exibição original      | Exibição no Brasil    | Código de Produção[carece de fontes?] | Audiência (em milhões) |
| --- | -- | --------------------------------------------------- | ---------------------------- | ---------------------- | --------------------- | ------------------------------------- | ---------------------- |
| 11 | 1  | "Lago Milagroso" "Miracle Lake"                     | Roger Black e Waco O'Guin    | 3 de setembro de 2013  | 25 de março de 2014   | 2RAG01                                | 1.13                   |
| Woody descobre que o lago do parque misteriosamente tem poderes curativos e resolve tirar proveito da situação. Ethel e Denzel levam Malloy para esquiar nas montanhas e acabam caindo em uma caverna onde encontram uma mulher das cavernas congelada, para alegria de Denzel, que logo parte pra cima dela.                                                                                      |    |                                                     |                              |                        |                       |                                       |                        |
| 12 | 2  | "Woody Ator porno" "The Comeback"                   | Rocky Russo & Jeremy Sosenko | 10 de setembro de 2013 | 1 de abril de 2014    | 2RAG03                                | 1.17                   |
| Malloy e os patrulheiros descobrem que no passado Woody foi o ator pornô Rex Ereto. |    |                                                     |                              |                        |                       |                                       |                        |
| 13 | 3  | "Garota do Woody" "Woody's Girl"                    | Roger Black e Waco O'Guin    | 17 de setembro de 2013 | 7 de abril de 2014    | 2RAG05                                | 1.25                   |
| Woody fica estressado com as inúmeras trapalhadas que os patrulheiros fazem e se afasta do trabalho, nomeando Ethel como sua substituta. Ethel não aguenta a pressão e pede pra que Woody volte, mas precisa ser rápido, pois Woody se apaixona por uma garota que participa de uma seita suicida e eles vão se jogar de um penhasco. E Denzel herda uma fortuna e gasta tudo numa mochila a jato. |    |                                                     |                              |                        |                       |                                       |                        |
| 14 | 4  | "Parque de Trailers" "Trailer Park"                 | Michael Rowe                 | 24 de setembro de 2013 | 5 de abril de 2014    | 2RAG04                                | 1.36                   |
| 15 | 5  | "Aleijado" "Crippleberry"                           | Michael Rowe                 | 1 de outubro de 2013   | junho de 2014         | 2RAG02                                | 1.21                   |
| Durante um evento no parque Steve se acidenta e fica tetraplégico. Woody se recusa a dar mais dinheiro a Malloy, alegando que ele só gasta em futilidades. Graças a isso ele se torna advogado de Steve é planeja processar o parque. Enquanto isso Ethel e Connie tentam ajudar um grupo de aberrações a fugir de um circo.                                                                       |    |                                                     |                              |                        |                       |                                       |                        |
| 16 | 6  | "Jogos Florestais" "Ranger Games"                   | Eric Rogers                  | 8 de outubro de 2013   | 28 de abril de 2014   | 2RAG08                                | 1.27                   |
| Depois de muitos anos Brickleberry volta a sediar os Jogos Florestais, e cada um dos patrulheiros vai competir numa modalidade. Para garantir uma vitória, Woody contrata um ginasta suíço que vai competir na mesma modalidade de Steve, o que lhe causa uma tremenda inveja. Enquanto isso Malloy arruma um bichinho de estimação: o Mendigo Larry.                                              |    |                                                     |                              |                        |                       |                                       |                        |
| 17 | 7  | "Meu jeito ou nenhum jeito" "My Way or the Highway" | Rocky Russo & Jeremy Sosenko | 15 de outubro de 2013  | 14 de abril de 2014   | 2RAG06                                | 1.33                   |
| Woody ofende a governadora e ela, como retaliação, constrói uma rodovia no parque. Por causa disso, Woody se candidata a governador e Ethel se torna sua adversária. Enquanto isso Connie entra para uma milícia e Steve tenta chegar até a sede dos patrulheiros. |    |                                                     |                              |                        |                       |                                       |                        |
| 18 | 8  | "O pequeno malloy" "Little Boy Malloy"              | Michael Rowe                 | 22 de outubro de 2013  | 21 de abril de 2014   | 2RAG07                                | 1.16                   |
| 19 | 9  | "A Greve dos animais" "The Animals Strike Back"     | Rocky Russo & Jeremy Sosenko | 29 de outubro de 2013  | 5 de maio de 2014     | 2RAG09                                | 1.05                   |
| Os animais do parque entram em greve e obrigam Malloy a se juntar a eles. Isso porque um dos animais sabe quem matou seus pais. |    |                                                     |                              |                        |                       |                                       |                        |
| 20 | 10 | "Hétero assustado" "Scared Straight"                | Greg White                   | 5 de novembro de 2013  | 12 de maio de 2014    | 2RAG10                                | 1.01                   |
| 21 | 11 | "Viagem a marte" "Trip to Mars"                     | Josh Weinstein               | 12 de novembro de 2013 | 24 de maio de 2014    | 2RAG13                                | 1.12                   |
| 22 | 12 | "Meu Urso Favorito" "My Favorite Bear"              | Kevin Jakubowski             | 26 de maio de 2014     | 8 de setembro de 2011 | 2RAG11                                | 1.11                   |
| Flamey, O Urso, ídolo de Steve, vem a Brickleberry e Steve é encarregado de evitar que ele se meta em confusão. Enquanto isso, Malloy transforma Woody em um peixe e usa-o para vencer um torneio de pesca. |    |                                                     |                              |                        |                       |                                       |                        |
| 23 | 13 | "Aparkalypse" "Aparkalypse"                         | Lew Morton                   | 26 de novembro de 2013 | 2 de junho de 2014    | 2RAG12                                | 1.15                   |
| Um vulcão em Brickleberry entra em erupção e a turma acredita que seja o fim do mundo. Woody, Malloy, Bobby e Bodean vão para um abrigo e ficam presos lá. Connie dá a luz a um bebê com estranhos poderes e Denzel acredita que ele é o anticristo. |    |                                                     |                              |                        |                       |                                       |                        |

### 3ª Temporada (2014)
| # | #  | Título                                             | Escrito por                   | Exibição original      | Exibição no Brasil   | Código de Produção[carece de fontes?] | Audiência (em milhões) |
| --- | -- | -------------------------------------------------- | ----------------------------- | ---------------------- | -------------------- | ------------------------------------- | ---------------------- |
| 24 | 1  | "Obamafobia" "Obamascare"                          | Roger Black & Waco O'Guin     | 16 de setembro de 2014 | 07 de abril de 2015  | 3RAG01                                | 0.93                   |
| O presidente Barack Obama vai a Brickleberry para entregar um prêmio a Woody, mas isso é apenas um pretexto para ir atrás de Connie, por quem o presidente é apaixonado. Woody precisa de um transplante, é enquanto não consegue um doador, é obrigado a dividir um fígado com Steve. E Connie tenta a todo custo fugir das investidas do presidente.            |    |                                                    |                               |                        |                      |                                       |                        |
| 25 | 2  | "O Clube" "In Da Club"                             | Lisa Parsons                  | 23 de setembro de 2014 | 14 de abril de 2015  | 3RAG02                                | 0.74                   |
| O clube de campo da cidade está em busca de novos sócios. Woody é o único candidato que aparece, mas, por alguma razão obscura, o escolhido é Denzel. Steve faz amizade com um grupo de lésbicas, que acham que Steve também seja e Ethel tenta resolver um problema no traseiro de Malloy.                                                                       |    |                                                    |                               |                        |                      |                                       |                        |
| 26 | 3  | "Miss Parque Nacional" "Miss National Park"        | Christopher Vane              | 30 de setembro de 2014 | 21 de abril de 2015  | 3RAG03                                | 0.98                   |
| 27 | 4  | "Meu parceiro, meu Pai" "That Brother's My Father" | Rocky Russo & Jeremy Sosenko  | 07 de outubro de 2014  | 05 de maio de 2015   | 3RAG04                                | 1.07                   |
| 28 | 5  | "Write "Em Cowboy""                                | Eric Goldberg & Peter Tibbals | 14 de outubro de 2014  | 05 de maio de 2015   | 3RAG05                                | 0.89                   |
| 29 | 6  | "Old Wounds"                                       | Roger Black & Waco O'Guin     | 21 de outubro de 2014  | 17 de agosto de 2015 | 3RAG06                                | 0.79                   |
| 30 | 7  | "Baby Daddy"                                       | Josh Lehrman & Kyle Stegina   | 28 de outubro de 2014  | 19 de maio de 2015   | 3RAG07                                | 0.82                   |
| 31 | 8  | "Capitão Steve Destemido"                          | Christopher Vane              | 04 de novembro de 2014 | 19 de maio de 2015   | 3RAG08                                | 0.84                   |
| Woody quer realizar uma regata em Brickleberry, enquanto que Steve é hipnotizado e acredita que é um destemido pirata, para desespero de Woody, que quer Ethel como sua acompanhante, mas Steve, como pirata só o atormenta. Denzel e Connie vão parar em uma tribo de mulheres lésbicas, que passam a idolatrar Connie. E Malloy faz compras por telefone        |    |                                                    |                               |                        |                      |                                       |                        |
| 32 | 9  | "Apostas Altas"                                    | Eric Goldberg & Peter Tibbals | 11 de novembro de 2014 | 07 de junho de 2015  | 3RAG09                                | 0.88                   |
| Woody perde o parque no jogo de poker para o prefeito da cidade. O prefeito, que adora caçar, enche o parque de animais selvagens. Enquanto isso Ethel e Connie descobrem que Malloy é uma espécie rara de urso e conseguem uma fêmea da mesma espécie para que ele possa acasalar e perpetuar sua espécie. E Steve tenta emagrecer de todas as formas possíveis. |    |                                                    |                               |                        |                      |                                       |                        |
| 33 | 10 | "Amber Alert"                                      | Rocky Russo & Jeremy Sosenko  | 18 de novembro de 2014 | 09 de junho de 2015  | 3RAG10                                | 0.88                   |
| 34 | 11 | "Policiais e Motocas"                              | Roger Black & Waco O'Guin     | 31 de março de 2015    | 21 de junho de 2015  | 3RAG11                                | 0.66                   |
| 35 | 12 | "Campin' Ain't Easy"                               | Evan Shames                   | 07 de abril de 2015    | 23 de junho de 2015  | 3RAG12                                | 0.58                   |
| 36 | 13 | "Aquecimento Global"                               | Roger Black & Waco O'Guin     | 14 de abril de 2015    | 06 de julho de 2015  | 3RAG13                                | TBA                    |
| Woody, desafiando Ethel, não acredita no aquecimento global e por causa disso ela e Connie vão parar em uma comunidade Amish, onde Connie se adapta muito bem, mas Ethel não. Steve é eletrocutado e ganha o dom de prever o futuro. Malloy acredita que as vacas estão planejando algo e Denzel tenta provar o contrário.                                        |    |                                                    |                               |                        |                      |                                       |                        |